# Arabia ottomana

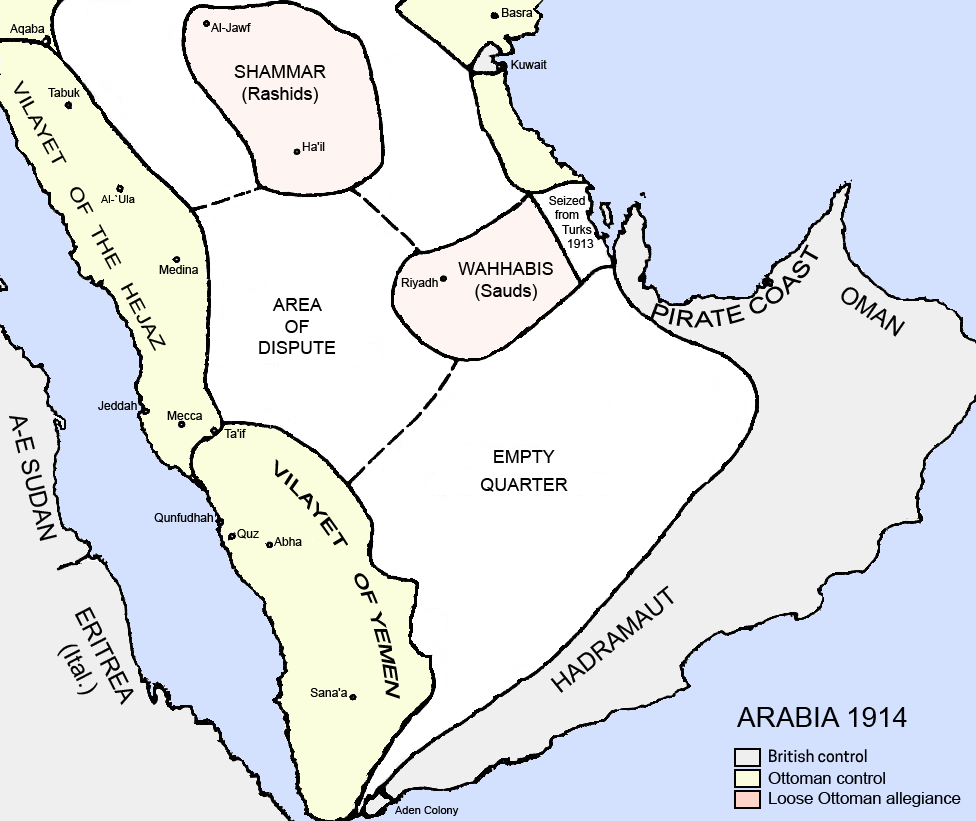
La penisola arabica nel 1914

L'era ottomana nella storia dell'Arabia durò dal 1517 al 1918. Il grado ottomano di controllo su queste terre variò nel corso dei quattro secoli a tratti con forza o con debolezza altalenanti dell'autorità centrale dell'Impero.

## Storia

### Primo periodo
Nel XVI secolo, gli ottomani aggiunsero all'Impero il Mar Rosso e la costa del Golfo Persico (Hejaz, Asir e al-Hasa) e rivendicarono la sovranità dell'interno. La ragione principale era contrastare i tentativi portoghesi di attaccare il Mar Rosso (da cui l'Hejaz) e l'Oceano Indiano. Già nel 1578, gli Sharif della Mecca lanciarono incursioni nel deserto per punire le tribù del Najd che organizzavano incursioni nelle oasi e nelle tribù dell'Hejaz.
L'emergere di quella che sarebbe diventata la famiglia reale saudita, conosciuta come Al Saud, iniziò a Nejd, nell'Arabia centrale, nel 1744, quando Muhammad bin Saud, fondatore della dinastia, unì le forze con il leader religioso Muhammad ibn Abd al-Wahhab che proveniva dalla scuola di pensiero Hanbali. Questa alleanza formata nel XVIII secolo fornì l'impulso ideologico all'espansione saudita e rimase la base del dominio dinastico dell'Arabia Saudita oggi.

### Ascesa dello stato saudita
Il primo stato saudita che fu fondato nel 1744 nell'area intorno a Riyadh, si espanse rapidamente e controllò per un breve periodo la maggior parte dell'attuale territorio dell'Arabia Saudita. Quando Ibn Abd al-Wahab abbandonò la posizione di imam nel 1773, la diffusione del controllo saudita su tutto il Najd meridionale e centrale venne completata. Alla fine degli anni 1780, il Najd settentrionale fu aggiunto all'emirato saudita. Nel 1792 Al-Hasa cadde in mano ai sauditi. L'emirato saudita ottenne il controllo di Taif nel 1802 e di Medina nel 1804.
Il primo stato saudita fu distrutto nel 1818 dal viceré ottomano d'Egitto, Mohammed Ali Pasha. Un secondo "stato saudita" molto più piccolo, situato principalmente a Nejd, fu fondato nel 1824. Per tutto il resto del XIX secolo, gli Al Saud contestarono il controllo dell'interno di quella che sarebbe diventata l'Arabia Saudita con un'altra famiglia regnante araba, gli Al Rashid. Nel 1891, gli Al Rashid uscirono vittoriosi e gli Al Saud furono cacciati in esilio in Kuwait.

### Dissoluzione dell'Impero ottomano
All'inizio del XX secolo, l'Impero Ottomano continuava a controllare o ad avere una sovranità (anche se nominale) su gran parte della penisola. Soggetta a questa sovranità, l'Arabia era governata da un mosaico di governanti tribali, con lo Sharif della Mecca aveva un ruolo preminente e governava l'Hejaz.
Nel 1902, Ibn Saud prese il controllo di Riyadh nel Nejd e riportò gli Al Saud a Nejd. Ibn Saud ottenne il sostegno dell'Ikhwan, un esercito tribale ispirato da Muhammad ibn Abd al-Wahhab e guidato dal sultano ibn Bijad e Faisal Al-Dawish, e che era cresciuto rapidamente dopo la sua fondazione nel 1912. Con l'aiuto dell'Ikhwan, Ibn Saud conquistò al-Hasa dagli Ottomani nel 1913.
Nel 1916, con l'incoraggiamento e il sostegno della Gran Bretagna (che stava combattendo gli ottomani nella prima guerra mondiale), lo Sharif della Mecca, Hussein bin Ali, guidò una rivolta panaraba contro l'Impero ottomano per creare uno stato arabo unito. Sebbene la rivolta araba del 1916-1918 fallisse nel suo obiettivo, la vittoria degli alleati nella prima guerra mondiale portò alla fine della sovranità e del controllo ottomano in Arabia.

### Hajj nel XVI e XVII secolo
Quando gli ottomani conquistarono il territorio mamelucco nel 1517, il ruolo del sultano ottomano nell'Hijaz era innanzitutto quello di prendersi cura delle città sante della Mecca e di Medina e fornire un passaggio sicuro per i molti musulmani provenienti da varie regioni che viaggiavano. alla Mecca per eseguire l'Hajj (pellegrinaggio). Il Sultano veniva talvolta definito "Servo dei Luoghi Santi" ma poiché i governanti ottomani non potevano rivendicare la discendenza dal Profeta Muhammad, era importante mantenere un'immagine di potere e pietà attraverso progetti di costruzione, sostegno finanziario e custodia.
Non vi è traccia di un sultano al potere in visita alla Mecca durante l'Hajj ma secondo i documenti primari, i principi e le principesse ottomane erano inviati per fare il pellegrinaggio o visitare le Città Sante durante l'anno. La distanza dal centro dell'impero a Istanbul, così come la lunghezza e il pericolo del viaggio, era probabilmente il fattore principale che impediva ai sultani di recarsi nell'Hijaz.
L'amministrazione regionale della Mecca e di Medina fu lasciata nelle mani degli Sharif, o amministratori della Mecca sin dal califfato abbaside. Gli Sharif mantennero un livello di autonomia locale sotto il governo del Sultano; tuttavia, al fine di bilanciare le influenze locali, il Sultano nominò i kadi e gli ufficiali minori della regione. In un primo momento, essere nominato kadi nella regione era considerato una posizione bassa, ma man mano che la religione diveniva più importante all'interno della cultura dell'Impero ottomano, il ruolo dei kadi alla Mecca e Medina crebbe di importanza.
Al di là delle raccolte nelle dogane a Jeddah, gli abitanti dell'Hijaz non pagavano le tasse all'impero e le finanze della città venivano curate attraverso varie proprietà waqf nel resto dell'impero, dedicate a sostenere la gente della Mecca e Medina come atto di carità con significato religioso a causa dello stato santo delle due città.
Il governo ottomano centrale controllava le rotte delle carovane alla Mecca, ed era obbligato a proteggere i pellegrini lungo queste rotte. Ciò includeva la fornitura di beni essenziali come cibo e acqua per il viaggio. Inoltre, ciò includeva la fornitura di sussidi alle tribù beduine del deserto le cui risorse limitate venivano utilizzate dai pellegrini lungo le principali rotte rispettivamente da Damasco e dal Cairo. L'Impero Ottomano, in quanto custode della Mecca e di Medina, avrebbe dovuto fornire un passaggio sicuro a tutti i pellegrini in viaggio verso le Città Sante. Tuttavia, le alleanze politiche e i conflitti modellavano le rotte che venivano aperte o chiuse.
In particolare nel caso dell'Impero safavide, gli ottomani chiusero il percorso più breve da Bassora (nell'attuale Iraq) che avrebbe permesso ai pellegrini sciiti di attraversare il Golfo Persico nella penisola arabica. I pellegrini erano invece tenuti a utilizzare le rotte ufficiali delle carovane da Damasco, dal Cairo o dallo Yemen. Dall'Impero Mughal, le rotte marittime furono bloccate dalla presenza di navi portoghesi nell'Oceano Indiano; dall'Asia centrale, le guerre tra uzbeki e safavidi portarono anche a complicazioni nelle rotte carovaniere. La maggior parte dei pellegrini dell'Asia centrale si ricava a Istanbul o Delhi per unirsi a una carovana di pellegrinaggio. Le rotte commerciali fiorivano spesso lungo le rotte di pellegrinaggio, poiché venivano stabilite le infrastrutture e le protezioni esistenti e i pellegrini in viaggio aumentavano la domanda di prodotti.
La costruzione, le riparazioni e l'aggiunta di siti religiosi alla Mecca e Medina erano costosi sia a causa della posizione delle città e che dalla necessità dei materiali importati, ma da un altro aspetto rappresentavano un simbolo del potere e della generosità del Sultano. Le riparazioni che dovevano essere fatte alla Kabah dopo un diluvio nel 1630 furono controverse a causa del significato religioso dell'edificio stesso. Queste riparazioni erano generalmente finalizzate a preservare l'integrità strutturale del sito, tuttavia l'opinione degli studiosi religiosi locali sull'entità delle riparazioni significava che il progetto divenne politicizzato perché Ridhwan Agha, che era responsabile della supervisione delle riparazioni, era un rappresentante del Sultano in contrapposizione a un'élite dell'Hijaz.
Altri progetti includevano la costruzione, la riparazione e la manutenzione delle condutture dell'acqua che servivano i pellegrini e la creazione di mense per i poveri, scuole e fondazioni di beneficenza all'interno della regione.

## Suddivisioni territoriali
Durante l'era del dominio ottomano, il territorio della moderna Arabia Saudita era diviso tra le seguenti entità:
- Province ed emirati ottomani :
  - Sceriffato della Mecca (968-1925; controllo ottomano 1517-1803; 1841-1919)
  - Eyalet d'Egitto(1517-1701; 1813–40)
  - Eyalet di Habesh (1701-1813; 1840-1872)
  - Vilayet dell'Hegiaz(1872-1918)
  - Eyalet di Lahsa (1560-1630)
  - Sanjak di Najd (1871-1918)
  - Eyalet dello Yemen(1517-1636; 1849-1872)
  - Vilayet dello Yemen (1872-1918)
- Stati sauditi :
  - Primo stato saudita (Emirato di Dirʿiyya) (1744-1818)
  - Secondo stato saudita (Emirato di Najd) (1818-1891)
  - Emirato di Nejd e Hasa (1902-1921; che divenne la moderna Arabia Saudita)
- Altri stati ed enti :
  - Emirato del Jabal Shammar (1836-1921)
  - Emirato idriside di Asir (1906-1934)